# Pseudoleskea perraldieri
Pseudoleskea perraldieri là một loài Rêu trong họ Leskeaceae. Loài này được Besch. mô tả khoa học đầu tiên năm 1882.